# Chiesa di Santa Maria Maddalena (Genova)
La chiesa di Santa Maria Maddalena e San Gerolamo Emiliani, conosciuta semplicemente come chiesa della Maddalena, è un edificio religioso situato nell'omonima piazza del centro storico di Genova; la chiesa dà il nome al quartiere della Maddalena. L'attuale chiesa è stata costruita tra la fine del XVI secolo e la prima metà del XVII sul sito di un edificio religioso più antico. La sua comunità parrocchiale fa parte del vicariato "Centro Ovest" dell'arcidiocesi di Genova.

## Storia

### Le origini
Una prima cappella dedicata a S. Maria Maddalena, dipendente dal capitolo di S. Lorenzo, sorgeva da prima del XII secolo lungo la strada romana (oggi via della Maddalena) che andava direttamente da ponente a levante transitando all'esterno della cinta muraria "carolingia"; la prima memoria storica risale ad uno scritto del Caffaro, che ne parla a proposito di un incendio nel 1140.
Una bolla di papa Eugenio III del 1150 conferma la sua dipendenza da San Lorenzo, circostanza successivamente confermata da vari documenti arcivescovili del XII e XIII secolo che assegnano al capitolo della cattedrale il diritto di nomina del preposito e dei canonici della Maddalena.
Con la costruzione delle mura dette "del Barbarossa" (1155-1160) la chiesa venne inclusa nell'area urbana.
Nel 1480 il tempio divenne Commenda; nel 1572  la chiesa fu eretta in parrocchia e affidata ai padri Teatini, da poco tempo presenti a Genova, che vi si insediarono con dodici religiosi. Tuttavia, trovando la chiesa troppo piccola per le loro necessità, tre anni dopo essi ottennero di trasferirsi nella vicina basilica di San Siro, lasciata dai Benedettini. In quello stesso anno 1575 il preposito generale dei Teatini cedette la chiesa ai padri Somaschi ai quali fu poi assegnata definitivamente con una bolla di papa Gregorio XIII del 26 giugno 1576. I Somaschi, che ancora oggi officiano la chiesa e che hanno aggiunto alla sua intitolazione il nome del loro fondatore, ne presero possesso il 5 ottobre 1576.

### Dalla ricostruzione cinque-seicentesca ai giorni nostri

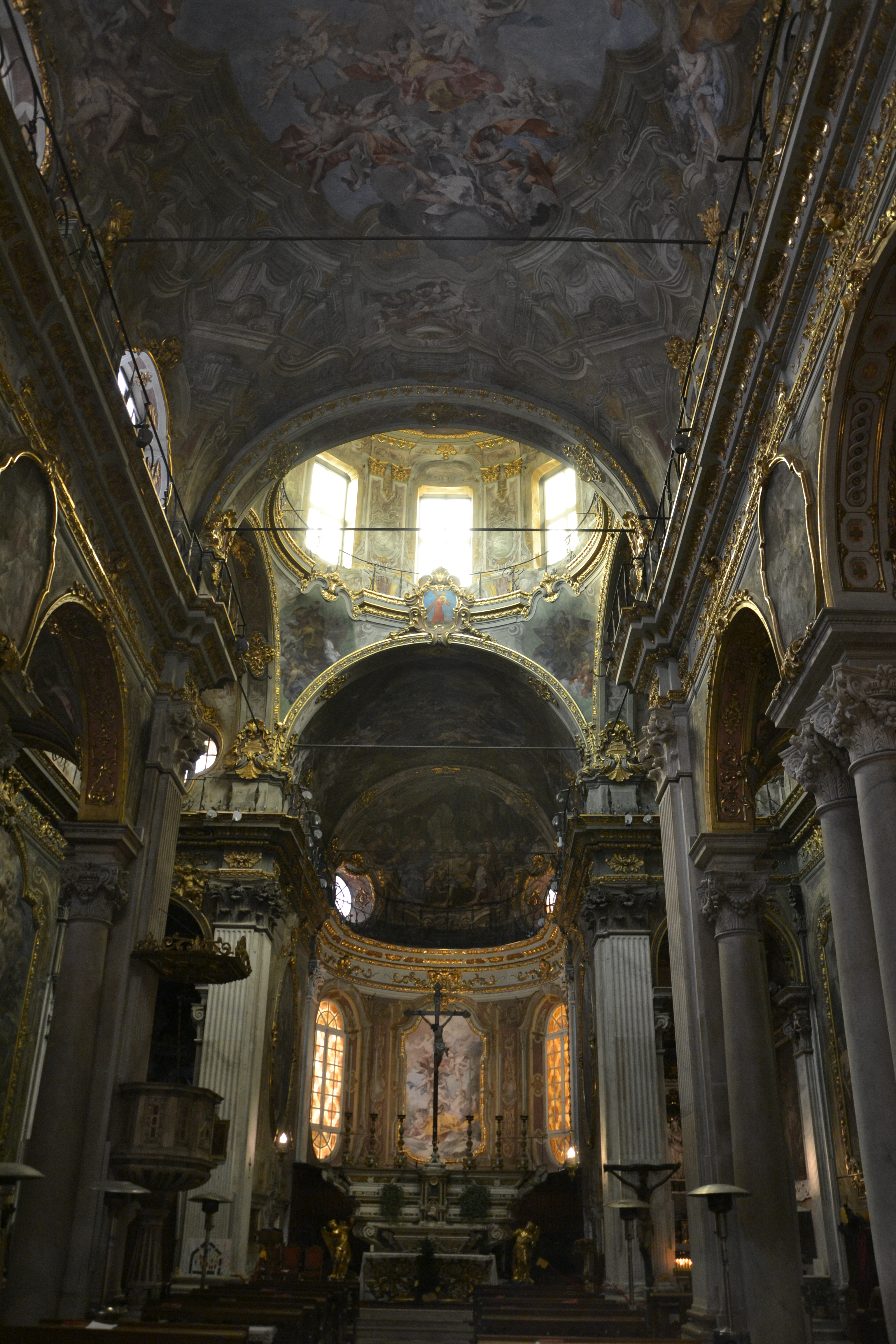
Interno

Quando vi fecero il loro ingresso i Somaschi la chiesa era in cattive condizioni e già nel 1577 fu avviato un primo programma di lavori di manutenzione ed ampliamento; fu chiesto un progetto all'architetto Giovanni Ponzello, che lo presentò nel 1581, ma per varie ragioni non fu mai realizzato. Successivamente i committenti si rivolsero ad Andrea Ceresola, detto il Vannone, che diresse personalmente il cantiere, aperto nel 1585; la chiesa nel settembre del 1587 era finita. Aveva un'unica navata, con orientamento capovolto rispetto al precedente edificio per renderla meglio accessibile dalla vicina Strada Nuova, appena costruita. Nel 1589 fu realizzato davanti alla chiesa un portico sorretto da colonne di marmo; nel 1622 venne ultimato anche l'adiacente collegio dei Somaschi.
Nel 1635 i Somaschi decisero il totale rifacimento dell'interno, suddividendo l'ampio vano unico in tre navate delimitate da colonne binate e con un'alta cupola impostata sopra al transetto; i lavori, sospesi nel 1646, ripresero solo nel 1660 e vennero completati l'anno seguente. Questa trasformazione, della quale è ignoto il progettista, si ispirava al modello adottato pochi anni prima per la basilica di San Siro, anche se meno adatta per una chiesa di minori dimensioni come quella della Maddalena, in cui le navate laterali risultano limitate in larghezza e scarsamente illuminate.
Le decorazioni interne vennero eseguite a più riprese in epoche successive, principalmente tra la fine del Seicento e la metà del Settecento, per concludersi con il rifacimento della facciata nel 1911.
La chiesa fu solennemente consacrata il 28 settembre 1755 dall'arcivescovo Giuseppe Maria Saporiti.
Nel 1810 i Somaschi, a seguito della soppressione napoleonica degli ordini religiosi, rimasero nella chiesa come preti secolari, ma alla caduta dell'Impero francese rivestirono l'abito religioso.

## Descrizione

### Esterno
La chiesa si affaccia sulla piccola piazza della Maddalena con un portico, rifatto nel 1911, al di sopra del quale, sulla balaustra, erano collocate cinque statue trecentesche raffiguranti la Madonna col Bambino e le Virtù teologali, al momento rimosse. Nelle nicchie sulla facciata si trovano le due statue dei santi titolari.

### Interno

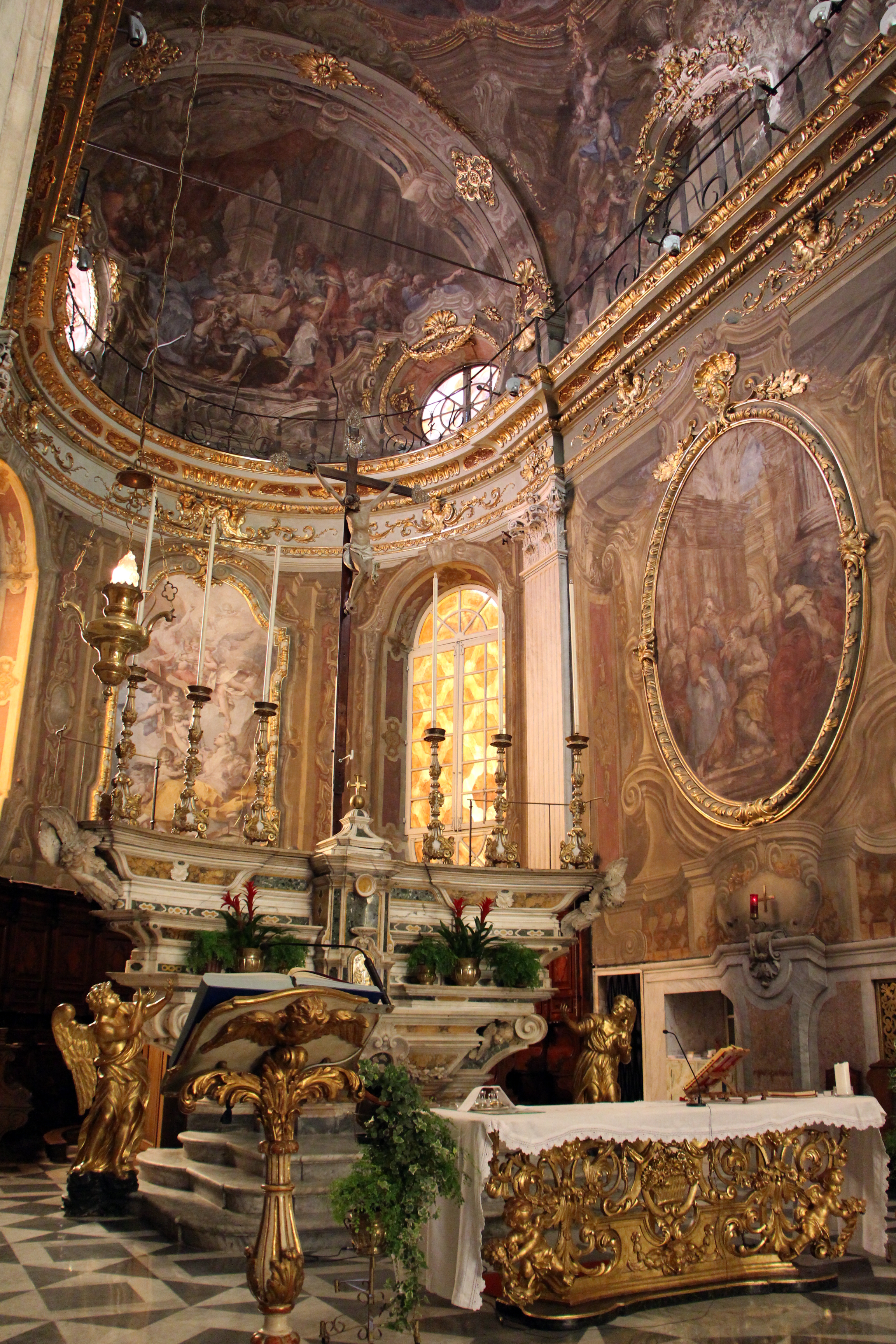
Il presbiterio

Lungo ciascuna delle navate laterali si trovano tre altari ed una cappella in capo alla navata; le volte sono interamente affrescate: quasi tutti gli affreschi, nella navata centrale, nella cupola (Gloria di Santa Maria Maddalena), nel presbiterio e nell'abside, sono opera di Sebastiano Galeotti (1729), mentre quelli alle pareti del transetto, raffiguranti episodi tratti dall'agiografia di S. Gerolamo Emiliani, vennero eseguiti da Sigismondo Betti nel 1737.
Altri affreschi (tutti del XVIII secolo) sono dovuti a Giovanni Battista Parodi, Paolo Gerolamo Piola, Giovanni Battista Casone (San Francesco di Paola), Domenico Parodi, che nel 1712 realizzò in una cappella della navata destra lo Sposalizio e Natività della Vergine e l'Assunzione, Giuseppe Palmieri e Giacomo Antonio Boni (Trinità e angeli).
Tra i numerosi dipinti conservati nelle varie cappelle, Madonna col Bambino e i santi Nicolò e Maddalena di Bernardo Castello, Maddalena penitente di Santino Tagliafichi (1819), Annunciazione di Aurelio Lomi (1602), San Gerolamo con tre sante monache del fiammingo Jan Howart e alcune tele sul tema della Passione di Enrico Vaymer e Giacomo Antonio Boni (1717).
Le opere scultoree comprendono il gruppo ligneo policromo con San Gerolamo Emiliani, Crocifisso e angeli di Agostino Storace (1747) e una statua del Seicento raffigurante la Madonna col Bambino attribuita a Tommaso Orsolino, a cui si devono anche due bassorilievi marmorei (Presepe e Santa Paola romana).